# Estação Aéroport d'Orly
Aéroport d'Orly é uma estação terminal da linha 14 e da futura linha 18 do Metrô de Paris, localizada no território da comuna de Paray-Vieille-Poste, dentro dos recintos do Aeroporto de Orly.
A estação foi inaugurada com a extensão sul da Linha 14 em 24 de junho de 2024, pouco antes do início dos Jogos Olímpicos de Verão de 2024 e Jogos Paralímpicos de Verão de 2024.
Construída no âmbito do Grand Paris Express, sob a gestão de obras da Société du Grand Paris, a parada teve a sua construção sob responsabilidade da Aéroports de Paris.

## Projeto
A estação permite uma melhoria significativa do serviço do aeroporto pelo transporte público, atualmente prestado principalmente pela via rodoviária, ao lado da linha Orlyval e da linha de bonde T7.
O aeroporto está em 2024 a 16 minutos da estação de metrô Olympiades, em comparação com 43 minutos em 2015. A estação deverá também, em 2027, ser o ponto de partida da linha 18 que deverá permitir chegar ao pólo científico e tecnológico de Paris-Saclay e, até 2030, à estação de Versailles-Chantiers.
A enquete pública ocorreu de 1 de junho a 9 de julho de 2015. A declaração de utilidade pública foi pronunciada em 27 de julho de 2016.
A estação abriga um baixo-relevo de Vhils em coordenação com François Tamisier, arquiteto-chefe do Groupe ADP. O afresco representa a Grande Paris e seus monumentos e é composto por azulejos.
A estação também conta com ilustrações de Edmond Baudoin em suas plataformas, afixadas logo abaixo do nome da estação.
Île-de-France Mobilités designou RATP Dev como operadora provisória da estação de 20 de abril de 2023, até 2027 e a abertura da linha 18.

## Serviço aos passageiros

### Interconexão
A estação deverá estar em correspondência com a linha 7 do bonde. A linha 14 aliviará o bonde em sua parte norte onde passarão todos os dias quase 30 000 pessoas pela estação Aéroport d'Orly.
A estação deverá ser conectada à linha 18 do metrô até 2027.
A estação também deverá estar em correspondência com a estação TGV de Orly, como parte do projeto da LGV Interconnexion Sud.

## Construção

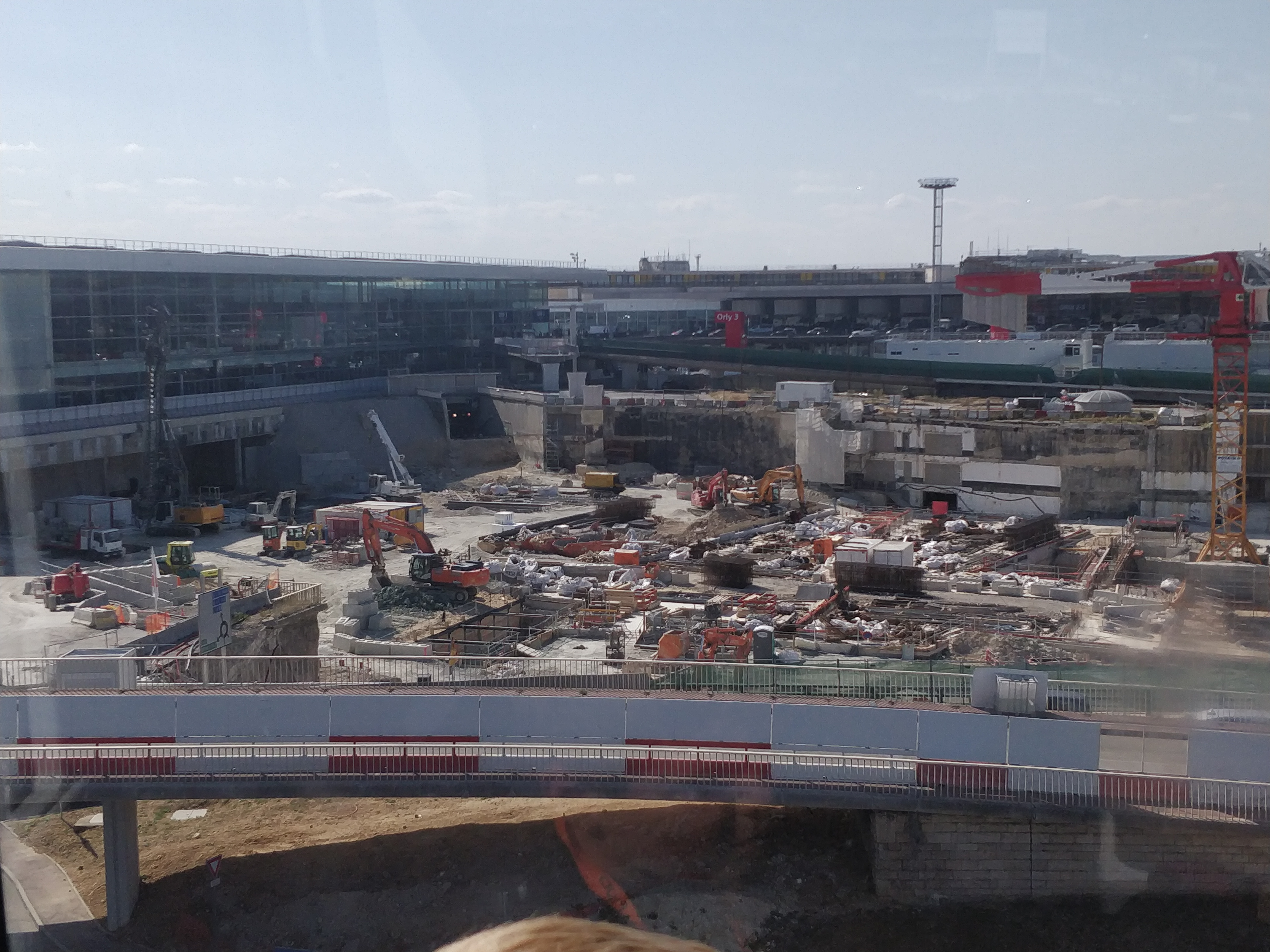
Canteiro de obras na estação do Aéroport d'Orly em 2019.

A estação se situa ao nível da última extensão do antigo parque de estacionamento P0, nas proximidades imediatas do edifício de junção que ligava os antigos terminais Sul e Oeste. É uma estação dupla, destinada a acolher os terminais das linhas 14 e 18.
A gestão de obra desta extensão foi confiada à Setec TPI e à Systra.
As obras iniciaram-se em março de 2017 com a demolição de uma ponte rodoviária, bem como a ampliação do parque de estacionamento P0. A construção da estação começa em setembro de 2018 para entrega em 2024  .
Um site do grupo ADP permite acompanhar através das webcams o canteiro de obras diariamente.
Em abril de 2023 a extensão elevada do parque de estacionamento P3 foi colocada em funcionamento, acima da futura estação de metrô. O antigo parque de estacionamento subterrâneo P3 foi fechado por 2 anos de obras.

## Calendário
O governo queria em 2014 acelerar a extensão da linha 14 do metrô, a estação deverá entrar em serviço em 2024.

## Números
De acordo com a Société du Grand Paris, o tráfego esperado é estimado em 95 000 passageiros por dia.

## Presença de uma estação fantasma
Durante a construção do Aeroporto de Orly em 1961, seu arquiteto, Henri Vicariot, planeou uma localização sob o terminal para uma futura estação de metrô Orly-Sud. Esta estação nunca viu o início da construção. Por outro lado, foram construídos dois túneis em direção ao sul a partir de Orly Sud em direção a um terminal secundário cuja construção foi planejada em frente a Orly-Sud. Estes corredores subterrâneos foram confundidos com elementos da eventual estação de metrô daí a crença na existência de uma estação fantasma sob Orly Sud.